# (5854) 1992 UP
1992 يو بي (ويعرف أيضًا باسم (5854) 1992 يو بي وفق تسمية الكوكب الصغير) (بالإنجليزية: 1992 UP)‏ هو كويكب ضمن حزام الكويكبات؛ وترتيبه 5854 من حيث الاكتشاف.
اكتُشف هذا الجُرم الفلكي بواسطة هيروشي كانيدا في 19 أكتوبر 1992.

## وصلات خارجية
- (5854) 1992 UP في قاعدة بيانات مختبر الدفع النفاث لأجرام النظام الشمسي الصغيرة

- الاكتشاف · مخطط المدار ·  العناصر المدارية · المعلمات المادية

- (5854) 1992 UP على موقع ويكي سكاي: DSS2, SDSS, GALEX, IRAS, Hydrogen α, X-Ray, Astrophoto, Sky Map, Articles and images